# Валдостенци
Валдостенци су мала етничка заједница француског порекла која претежно живи у региону Долина Аоста у Италији. Има и мањи број припадника који живи у Француској, Швајцарској и другим државама. У конфесионалном погледу су католички хришћани. Говоре француским, италијанским и валдостенским језиком, који је сличан франко-провансалским дијалектима. Језици којима говоре Валдостенци спадају у романску групу индоевропске породице језика.
Потомци су Француза који су населили подручје северне Италије у 17. веку и у Италији су признати као посебан народ. По овоме су се асимиловали од етничких Француза, а потичу из источних крајева Француске.
Укупно их има око 60.000.